# Lindsaea merrillii
Lindsaea merrillii là một loài thực vật có mạch trong họ Dennstaedtiaceae. Loài này được Copel. miêu tả khoa học đầu tiên năm 1905.